# Club de Yates de Oshkosh
El Club de Yates de Oshkosh (Oshkosh Yacht Club en idioma inglés y oficialmente) es un club náutico ubicado en Oshkosh (Wisconsin), Estados Unidos.

## Historia
Fundado en 1869, su objetivo era organizar regatas entre los cúteres y goletas del Lago Winnebago que llevaban a cabo competiciones informales hasta entonces. El club adoptó reglamentos y un sistema de hándicaps que se aplicaron en las regatas y que convirtieron estos eventos en todo un acontecimiento seguido por numeroso público a bordo de barcos de vapor en el lago. La sede social del club se construyó en 1903.
En 1930 organizó el campeonato del mundo de la clase Snipe.

## Flotas
En la actualidad cuenta con flotas de:
- A-Scow
- E-Scow
- X boat
- Laser
- 420
- Optimist